# Championnat du Bénin de football 2024-2025
Navigation
Édition précédente Édition suivante
La saison 2024-2025 du Championnat du Bénin de football est la quarante-cinquième édition de la Ligue 1, le championnat national de première division au Bénin. Le tenant du titre est le Coton Sport FC Ouidah.

## Déroulement de la saison
Afin de revenir à un championnat avec un format traditionnel pour la saison 2025-2026, les 36 participants (34 équipes de la saison passée rejoints par deux promus) sont répartis dans deux groupes. Les clubs se rencontrent deux fois et les deux premiers de groupe s'affrontent dans une finale pour déterminer le champion.
Les neuf premiers de chaque groupe disputeront le prochain championnat de Ligue 1. Les clubs classés de la 10e à la 17e place joueront en Ligue 2, les deux derniers sont relégués en troisième division.
Le tenant du titre Coton Sport FC Ouidah perd en finale du championnat contre Dadjè FC qui remporte son premier titre de champion du Bénin.

## Participants
- Association sportive Dragons Football Club de l'Ouémé
- Association Sportive Tonnerre Football Club de Bohicon
- Ayema FC
- Panthères Football Club
- Réal Sports de Parakou Football Club
- JA Kétou
- Association sportive du port autonome de Cotonou
- Buffles du Borgou Football Club
- AS Sobemap
- Loto-Popo FC
- Béké Football Club
- Dynamo Football Club
- Jeunesse Sportive de Pobè
- AS de la Vallée de l'Ouémé Football Club
- Aziza FC
- AS Takunnin de Kandi
- AS Cavaliers
- Dynamique FC
- Coton Sport FC
- Espoir FC Savalou
- Dynamo FC d'Abomey
- Dadjè FC
- Damissa FC
- Hodio FC
- AS Cotonou
- Adjidja FC
- Requins de l'Atlantique Football Club
- Aïnonvi FC est remplacé par USS Kraké
- AS Police
- Avrankou Omnisport
- Bani Gansè FC
- JS Ouidah
- Abeilles FC
- Etoiles Filantes Omnisports
- BOA de Gnanro Kperou - promu
- Sitatunga FC - promu

## Compétition
Le classement est établi sur le barème de points suivant : victoire à 3 points, match nul à 1, défaite à 0.

### Classement Zone A
| Rang | Équipe                 | Pts | J  | G  | N  | P  | Bp | Bc | Diff |
| ---- | ---------------------- | --- | -- | -- | -- | -- | -- | -- | ---- |
| 1    | Dadjè FC               | 63  | 34 | 17 | 12 | 5  | 44 | 26 | +18  |
| 2    | AS Cavaliers           | 59  | 34 | 16 | 11 | 7  | 41 | 26 | +15  |
| 3    | Espoir FC Savalou      | 59  | 34 | 17 | 8  | 9  | 36 | 23 | +13  |
| 4    | Loto-Popo FC           | 57  | 34 | 15 | 12 | 7  | 36 | 24 | +12  |
| 5    | Dynamo FC d'Abomey     | 56  | 34 | 15 | 11 | 8  | 34 | 21 | +13  |
| 6    | Damissa FC             | 55  | 34 | 15 | 10 | 9  | 38 | 24 | +14  |
| 7    | Hodio FC               | 55  | 34 | 14 | 13 | 7  | 28 | 21 | +7   |
| 8    | Bani Gansè FC          | 51  | 34 | 13 | 12 | 9  | 33 | 26 | +7   |
| 9    | Buffles du Borgou      | 51  | 34 | 12 | 15 | 7  | 21 | 14 | +7   |
| 10   | Panthères de Djougou   | 51  | 34 | 14 | 9  | 11 | 37 | 34 | +3   |
| 11   | Béké FC                | 38  | 34 | 10 | 8  | 16 | 28 | 35 | -7   |
| 12   | AS Takunnin de Kandi   | 35  | 34 | 9  | 8  | 17 | 30 | 37 | -7   |
| 13   | Abeilles FC            | 34  | 34 | 8  | 10 | 16 | 26 | 33 | -7   |
| 14   | BOA de Gnanro Kperou P | 34  | 34 | 7  | 13 | 14 | 29 | 41 | -12  |
| 15   | Dynamique FC           | 31  | 34 | 6  | 13 | 15 | 21 | 41 | -20  |
| 16   | Dynamo FC Parakou      | 31  | 34 | 7  | 10 | 17 | 19 | 39 | -20  |
| 17   | Réal Sport FC          | 30  | 34 | 6  | 12 | 16 | 27 | 48 | -21  |
| 18   | AS Tonnerre FC         | 29  | 34 | 6  | 11 | 17 | 24 | 39 | -15  |

|  | Qualification pour la finale du championnat et ligue 1 25-26 |
|  | Qualification pour la ligue 1 25-26                          |
|  | Qualification pour la ligue 2 25-26                          |
|  | Relégation en 3e division                                    |
|  | P Promu                                                      |

### Classement Zone B
| Rang | Équipe                         | Pts | J  | G  | N  | P  | Bp | Bc | Diff |
| ---- | ------------------------------ | --- | -- | -- | -- | -- | -- | -- | ---- |
| 1    | Coton Sport FC Ouidah T        | 60  | 32 | 16 | 12 | 4  | 36 | 18 | +18  |
| 2    | AS Dragons de l'Ouémé          | 55  | 32 | 14 | 13 | 5  | 43 | 28 | +15  |
| 3    | Ayema FC                       | 55  | 32 | 16 | 7  | 9  | 37 | 21 | +16  |
| 4    | AS Sobemap                     | 54  | 32 | 13 | 15 | 4  | 40 | 23 | +17  |
| 5    | USS Kraké                      | 51  | 32 | 13 | 12 | 7  | 35 | 26 | +9   |
| 6    | AS de la Vallée de l'Ouémé FC  | 50  | 32 | 12 | 14 | 6  | 36 | 20 | +16  |
| 7    | Jeunesse Sportive de Pobè      | 49  | 32 | 12 | 13 | 7  | 29 | 23 | +6   |
| 8    | AS Cotonou                     | 46  | 32 | 12 | 10 | 10 | 30 | 23 | +7   |
| 9    | AS Port Autonome Cotonou       | 45  | 32 | 10 | 15 | 7  | 34 | 28 | +6   |
| 10   | AS Police                      | 41  | 32 | 10 | 11 | 11 | 29 | 31 | -2   |
| 11   | Adjidja FC                     | 40  | 32 | 9  | 13 | 10 | 21 | 23 | -2   |
| 12   | Avrankou Omnisport             | 36  | 32 | 10 | 6  | 16 | 29 | 41 | -12  |
| 13   | Sitatunga FC P                 | 35  | 32 | 7  | 14 | 11 | 25 | 35 | -10  |
| 14   | Requins de l'Atlantique        | 34  | 32 | 8  | 10 | 14 | 31 | 41 | -10  |
| 15   | JA Kétou                       | 29  | 32 | 7  | 8  | 17 | 26 | 43 | -17  |
| 16   | Aziza FC                       | 22  | 32 | 4  | 10 | 18 | 21 | 46 | -25  |
| 17   | Etoiles Filantes Omnisports FC | 19  | 32 | 4  | 7  | 21 | 17 | 49 | -32  |
| 18   | JS Ouidah                      | 27  | 17 | 8  | 3  | 6  | 19 | 16 | +3   |

|  | Qualification pour la finale du championnat et ligue 1 25-26 |
|  | Qualification pour la ligue 1 25-26                          |
|  | Qualification pour la ligue 2 25-26                          |
|  | Relégation en 3e division                                    |
|  | P Promu                                                      |

- JS Ouidah a été relégué en troisième division pour avoir utilisé un joueur non éligible, tous ses résultats sont annulés.

### Finale
La finale devait avoir lieu le 14 juin 2025 mais a été reportée en raison des pluies, elle se joue le 18 juin 2025.
Dadjè FC remporte la finale contre Coton Sport FC Ouidah aux tirs au but (5-3) après un score de 1 à 1 après le temps règlementaire et remporte son premier titre de champion du Bénin.

## Bilan de la saison
| Championnat du Bénin de football 2024-2025 |                        |
| Champion                                   | Dadjè FC (1er titre)   |
| Qualifications continentales               |                        |
| Ligue des champions de la CAF 2025-2026    | Dadjè FC               |
| Coupe de la confédération 2025-2026        | Coton Sport FC Ouidah  |
| Promotions et relégations                  |                        |
| Promus en Ligue 1                          | aucun                  |
| Relégués en Ligue 2                        | 16 clubs en Ligue 2    |
| Relégués en Ligue 2                        | 2 clubs en 3e division |